# Jachthond
De jachthond heeft als taak het helpen van de mens bij de jacht, een van de eerste functies van de hond als huisdier. Wegens zijn uitstekende reukvermogen is de hond onvervangbaar bij het opsporen van het wild. Daarnaast wordt hij gebruikt voor het opdrijven van het wild en het apporteren van de geschoten dieren. Uit die elementen is een aantal verschillende jachttechnieken ontwikkeld, die allen eigen eisen stellen aan de mentale en fysieke aanleg van de hond. De categorie jachthonden is daarom onder te verdelen in een aantal verschillende types.

## Drijvers, brakken en windhonden

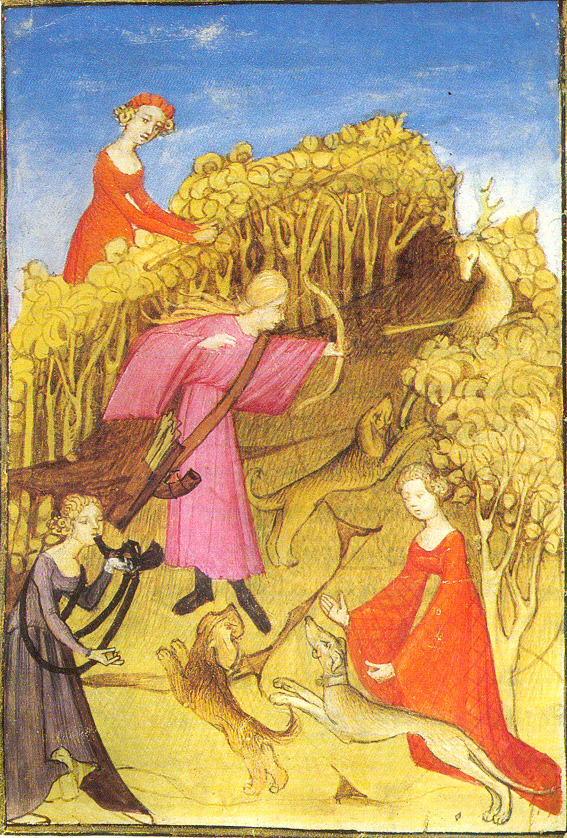
Jagende vrouwen (middeleeuws)

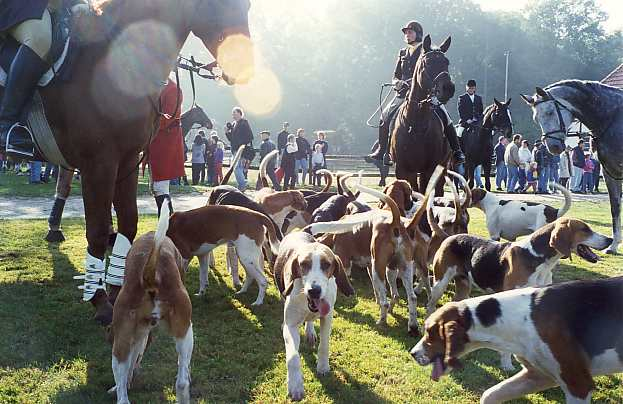
Drijfjacht

De meest oorspronkelijke jachttechniek is de drijfjacht op haarwild met vallen of netten, waarbij de drijfhond gebruikt wordt om het wild te zoeken en vervolgens in de gewenste richting op te jagen. Deze jachtwijze wordt nog steeds toegepast in tropisch Afrika, met op de basenji lijkende honden. Onze huidige klopjacht verschilt hier niet zoveel van, al wordt het wild nu niet naar een net, maar naar de schutters gejaagd. Er worden zowel tweebenige (op bomen kloppende) drijvers ingezet als vierbenige. Die laatste kunnen eigenlijk van ieder ras zijn zolang ze maar op wild reageren en onder appel staan. 
Gedreven wordt er ook bij parforcejacht, zoals de vossenjacht. In dit geval volgen de honden het spoor van vluchtend wild net zo lang tot het uitgeputte dier gesteld kan worden.  Kleinwild wordt door de honden zelf gedood, grofwild moet in bedwang gehouden worden totdat de jager met speer of mes het dier kan doden. De honden werken bij deze jachtwijze in een groep, een drift of meute, en worden aangeduid als brakken of lopende honden. Ze zijn zeer zelfstandig en de jager moet maar zorgen dat hij de honden volgt, te voet of te paard. Het is daarom belangrijk dat de brakken tijdens de jacht voortdurend blaffen, ofwel hals geven. Er zijn talrijke brakkenrassen, verschillend naar het soort wild waarvoor en het terrein waarop ze worden ingezet. Veel zijn afkomstig uit Frankrijk, bijvoorbeeld de grand bleu de Gascogne. Maar het bekendste ras uit deze groep is ongetwijfeld de veel kleinere beagle. Om het volgen te voet makkelijker te maken zijn er ook een aantal kortbenige brakkenrassen ontwikkeld, de bassets, zoals de basset fauve de Bretagne.
Brakken zijn op het spoor jagende honden voor wie het werken met de neus aan de grond karakteristiek is. Waar het spoor moeilijker te volgen is, kunnen gespecialiseerde speurhonden worden ingezet. Bij de jacht worden die zweethonden genoemd, met zweet wordt bloed (samen met de andere uitgescheiden geurstoffen) van het aangeschoten wild bedoeld. De bekendste vertegenwoordiger van deze groep is de bloedhond, het bloed in zijn naam heeft ook betrekking op het spoor van het gewonde wild. Dit type honden wordt gebruikt om de meute te ondersteunen, of om er zelfstandig mee te jagen. In het laatste geval worden de honden aan de lijn gevoerd. 
Naast spoorjagers zijn er ook zichtjagers, snelle honden die het eenmaal opgespoorde wild verder op het oog volgen en in een sprint overmeesteren. Dit zijn in het algemeen windhonden, de toegepaste jachtstijl wordt de lange jacht genoemd. Veel windhonden zijn afkomstig uit het Midden-Oosten en Noord-Afrika, zoals de saluki. Deze honden werden vroeger gebruikt voor de jacht op gazellen, eventueel samen met jachtvalken die de vluchtende dieren vanuit de lucht hinderden. Windhonden doden meestal zelf het wild, maar bij de jacht op wolven met de barzoi was dat de taak van de jager. In Nederland zijn overigens zowel de lange jacht als de parforcejacht verboden.

## Vogelhonden, staande honden en retrievers

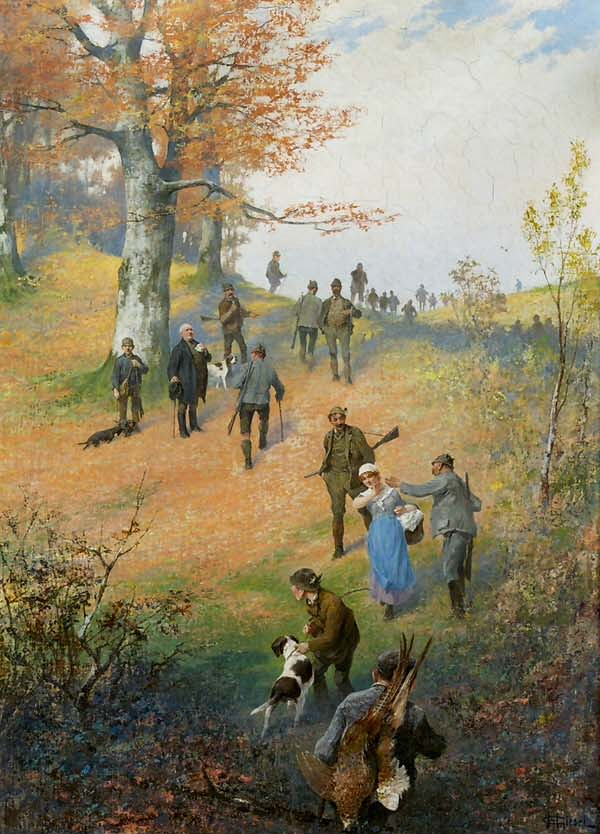
Jachtgezelschap (19e eeuw)

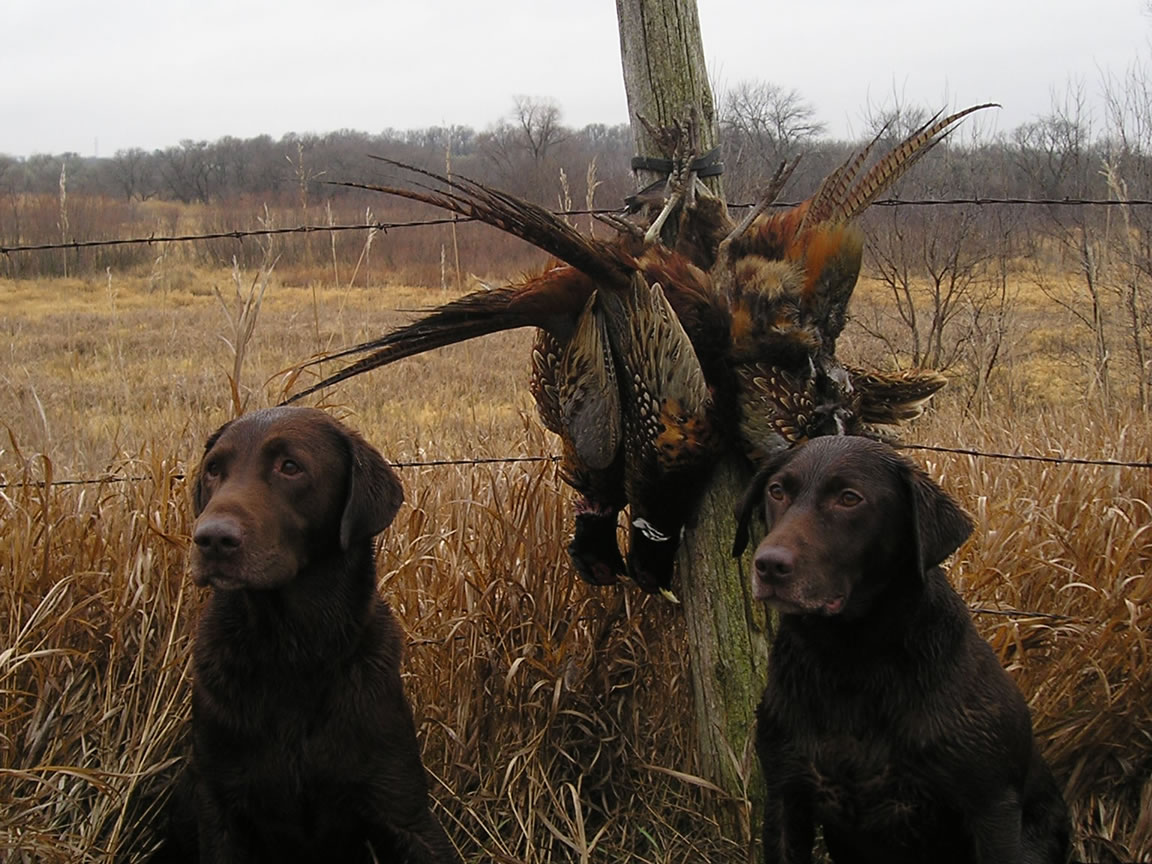
Retrievers

Jachtvalken werden in de eerste plaats gebruikt bij de jacht op veerwild, waarbij ze geholpen werden door honden die de vogels uit de lage dekking opstootten. Toen de jagers eenmaal voorzien waren van geweer en hagelpatronen konden ze zelf het werk van de vogels overnemen, maar de drijvende vogelhond bleef wel in gebruik. Hieruit zijn de spaniëls ontwikkeld, zoals de fieldspaniël. Voor de jacht op watervogels worden ook gespecialiseerde waterhonden gebruikt, waaronder de Portugese waterhond. Dit type honden werkt, anders dan brakken, bij voorkeur in de nabijheid van de jager.
Andere vogelhonden werden in oorsprong gebruikt voor de jacht met het net, en hieruit zijn de staande honden ontwikkeld. Dit type wordt gebruikt voor de jacht met het geweer op zowel haar- als veerwild. Kenmerkend is dat ze het wild zoeken met de neus omhoog om ook verwaaide sporen te kunnen opvangen. Als het wild gevonden is, wordt het voorzichtig benaderd en op enige afstand van de dekking blijft de hond stokstijf staan, het zogenaamde voorstaan. Zo wordt de plaats gewezen waar het wild schuilt. Pas op commando wordt het opgestoten, waarna de jager zijn schot kan lossen. Aan deze manier van werken hebben de setters en de pointer hun naam te danken. 
Om het aangeschoten kleinwild op te sporen en te apporteren zijn ook gespecialiseerde rassen voor na het schot ontwikkeld, de retrievers. In Engeland had men een voorkeur voor het werken met gespecialiseerde honden, terwijl in Duitsland vooral gefokt is op honden die alle taken konden uitvoeren. De tegenwoordig in Nederland meest gebruikte jachthond is een allrounder, de Duitse staander, volledigheidshalve de Duitse voorstaande hond. Andere populaire generalisten zijn de Drentsche Patrijshond en de Hongaarse vizsla.
Een bijzondere groep jachthonden zijn de kooikerhonden voor het werk in de eendenkooi.

## Terriërs, dashonden en spitsen
Voor de jacht op onder de grond levende dieren zijn er de aardhonden. Soms zijn dat laagbenige rassen, waardoor ze in staat zijn de vos uit hun hol te jagen. Om de in het nauw gebrachte vos en das te weerstaan moeten deze honden ook beschikken over een grote portie zelfstandigheid en moed en prooi driften. Het is overigens meestal niet de bedoeling dat de terriërs zelf het wild doden. De Duitse dashond doet hetzelfde werk als de terriërs, maar staat qua afkomst en karakter dichter bij de brakken.
Een heel eigen groep vormen de traditionele Scandinavische jachthonden, niet alleen door hun geografische afkomst, maar ook omdat ze in bouw allen tot het type spits behoren. Als voorbeeld noemen we de Noorse elandhond.

## De jachthond in de kynologie

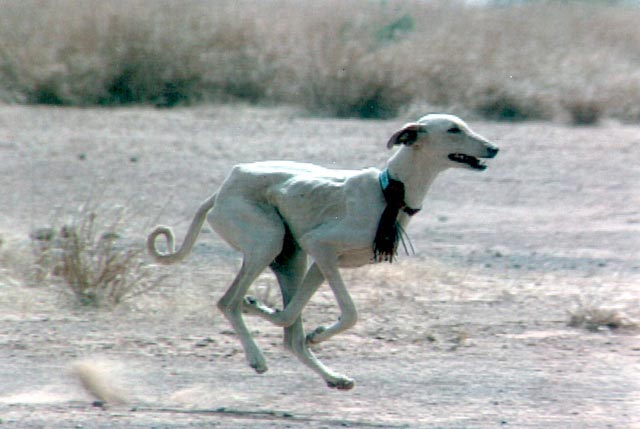
Azawakh

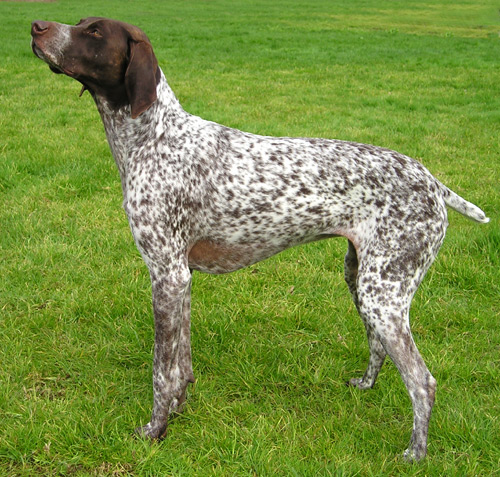
Duitse staande

Windhonden en brakken golden vroeger als edele honden. De jacht was in Europa, waar het wild al vroeg schaars was, voorbehouden aan de adel. Niet alleen het gebruik, maar ook het bezit van jachthonden werd de andere bevolkingsgroepen verboden. Waarop deze soms eigen stropershonden fokten, zoals in Engeland de lurcher. Vanwege hun exclusiviteit, en omdat alleen de adel de middelen daarvoor had, vinden we onder de jachthonden de oudste zuiver gefokte hondenrassen. Het eerste handboek over het werken met en het fokken van jachthonden is van Gaston de Foix, en dateert uit 1387. De eerste kynologenclubs ontstonden eveneens in jagerskringen. De naam van de Belgische kennelclub, Sint-Hubertus (patroonheilige van de jacht), herinnert daar nog aan.
De FCI reserveert niet minder dan 6 van haar 10 rasgroepen voor de jachthonden:
- groep 3 omvat de terriërs
- groep 4 is gereserveerd voor de dashond
- groep 6 is gevuld met brakken
- groep 7 bevat de staande honden
- groep 8 de retrievers, de spaniëls en de waterhonden
- groep 10 ten slotte de windhonden.

Daarnaast zijn in groep 5 de Scandinavische jachthonden van het spitstype opgenomen, alsook een aantal zogenaamde primitieve jachthonden en mediterrane zichtjagers als de cirneco dell'Etna. Onder deze zogenaamde primitieve jachthonden vallen West-Siberische Laika, Oost-Siberische Laika, Russisch-Europese Laika (alle uit Rusland) en de Jämthund uit Zweden en de Karelische Berenhond. De manier van jagen van deze honden is wezenlijk anders dan die van de 'normale' jachthonden. De honden jagen in zeer uitgestrekte bosgebieden met een veel lagere wildstand dan bijvoorbeeld in Nederland of Duitsland. Ze worden door de jager losgelaten waarop zij zelfstandig een prooi opzoeken, deze stellen (op de plaats houden) en blaffend aangeven waar ze zich bevinden. De jager kan dan naderen en aanleggen. Hierbij gaat het om groot wild als eland, lynx en beer. Als gevolg hiervan en omdat dit gedrag nog zeer aan de oppervlakte ligt, hebben deze honden een grote jachtpassie, gaan ze ver weg en zijn ze zeer zelfstandig (lees: niet erg gehoorzaam als ze eenmaal een prooi opgemerkt hebben). In Nederland kan en mag men niet op deze manier de jacht bedrijven. 
In de indeling van de Engelse The Kennel Club vormen de jachthonden de sporting breeds, onderverdeeld in hounds, gun-dogs en terriers. De windhonden en brakken worden met rassen als de dashond, de basenji en de elandhond tot de hounds gerekend, terwijl spaniëls, retrievers en staande honden samen de groep gun-dogs vormen. Bovengenoemde primitieve jachthonden zijn niet erkend door de Engelse kennelclub.

## Jachthonden als huishond

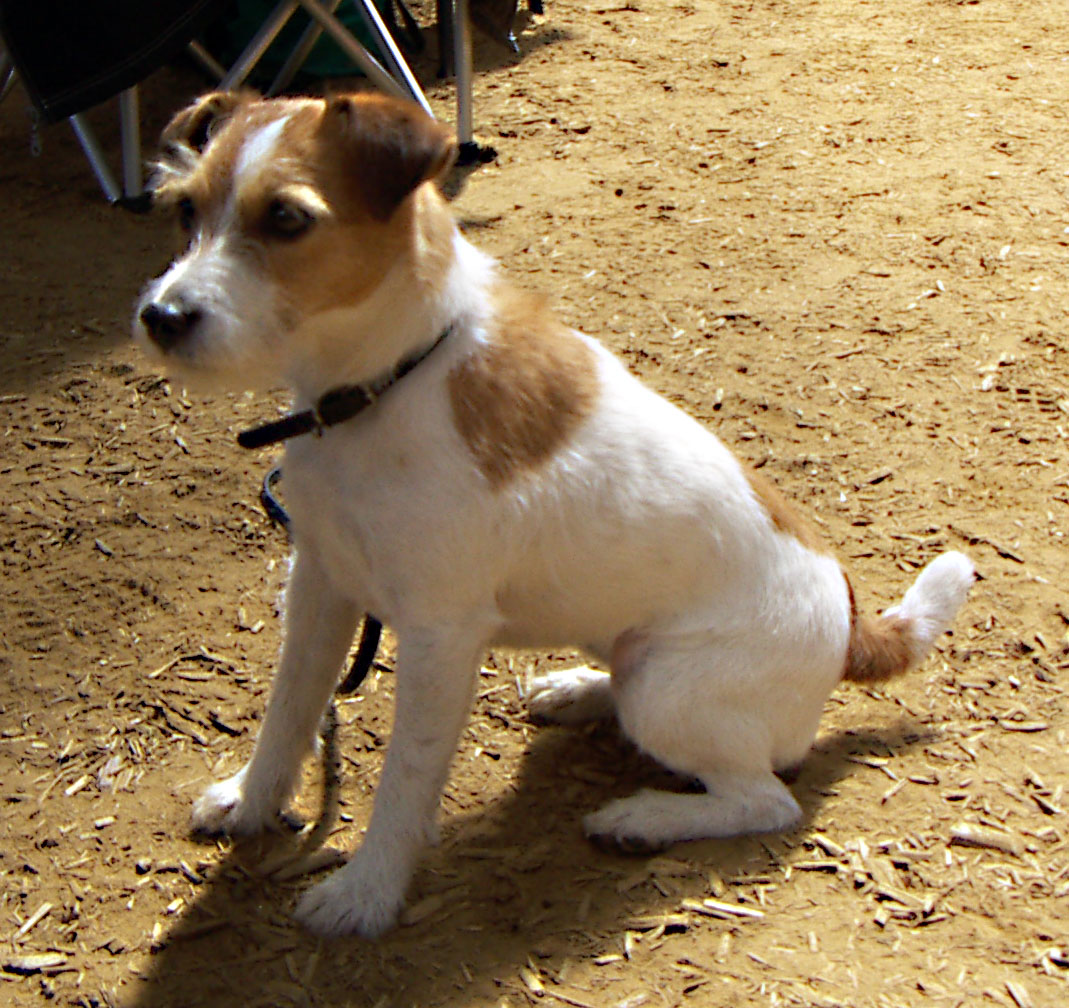
Jackrussellterriër

Inmiddels leven de meeste jachthonden ook als gezelschapshond, al zijn ze daar door hun aard in verschillende mate voor geschikt. Jachthonden zijn ten opzichte van de mens meestal weinig agressief, maar ongetraind zijn ze moeilijk onder appel te houden als ze een wildspoor vinden. Daarom geldt in Nederland voor windhonden een algemene aanlijnplicht. Brakken zijn weliswaar gewend in groepen te leven, maar zijn doorgaans niet bijzonder op hun menselijke baas gericht en daardoor moeilijk te trainen. Daarom zijn de staande honden, en vooral de spaniëls en retrievers het meest populair als huishond. De labrador-retriever is in veel landen de meest gefokte rashond.